# Rejon swietłahorski
Rejon swietłahorski (biał. Светлагорскі раён, Swietłahorski rajon, ros. Светлогорский район, Swietłogorskij rajon) – rejon w południowo-wschodniej Białorusi, w obwodzie homelskim. Leży na terenie dawnego powiatu rzeczyckiego, od 1793 zamienionego na bobrujski.